# دافيد نيكولا
دافيد نيكولا (بالإيطالية: Davide Nicola)‏ (5 مارس 1973 في إيطاليا - ) هو مدرب كرة قدم ولاعب كرة قدم إيطالي في مركز الدفاع. لعب مع نادي أنكونا ونادي بيسكارا ونادي ترنانا ونادي تورينو ونادي جنوى ونادي رافينا ونادي سبيزيا ونادي سيينا وFidelis Andria 2018 ‏ ونادي لوميتساني.

## وصلات خارجية
- دافيد نيكولا على موقع قاعدة بيانات كرة القدم.إي يو (الإنجليزية)
- دافيد نيكولا على موقع عالم كرة القدم.نت (الإنجليزية)